# Jean-Jacques Le Barbier
Jean Jacques François Le Barbier, dit « Le Barbier l’Aîné », né le 29 novembre 1738 à Rouen et mort le 7 mai 1826 à Paris, est un peintre, illustrateur et écrivain français.

## Biographie

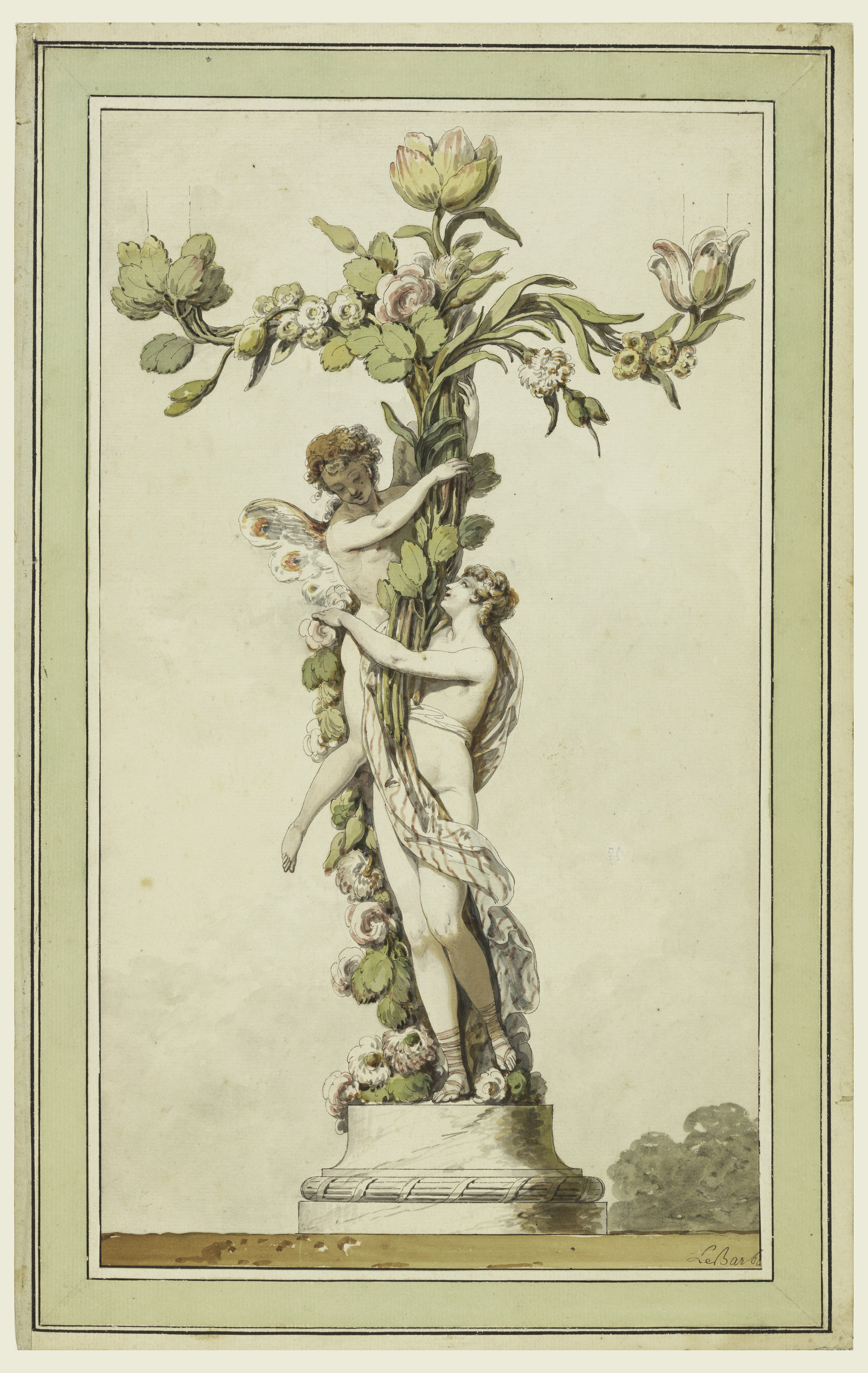
Étude pour un chandelier en porcelaine (entre 1770 et 1780), New York, Cooper–Hewitt, Smithsonian Design Museum.

Baptisé dans la paroisse de Saint-Maclou le 30 novembre 1738, fils de Jean Le Barbier et de Catherine Cœuret, parents peu favorisés de la fortune, Jean-Jacques François Le Barbier entre à l’école des beaux-arts de Rouen établie dans sa ville natale par Jean-Baptiste Descamps, et y remporte deux premiers prix dès l’âge de 17 ans. Il part en 1758 pour Paris où, sur la recommandation de son maître Descamps, il est admis chez le graveur Jacques-Philippe Lebas. Ne se sentant aucune disposition pour la gravure, il reprend ses premières études dans l’atelier de Jean-Baptiste Marie Pierre, Premier peintre du Roi. Il réussit surtout à peindre à l’aquarelle. Marié à Marie-Charlotte Roland en 1765 en l'église Saint-Merri à Paris, une femme partageant et encourageant ses goûts, Le Barbier peut, en 1767-1768 à l’aide d’économies provenant du travail manuel de cette compagne, réaliser le désir qu’il avait depuis longtemps de faire le voyage de Rome. Pendant son séjour dans cette ville, il travaille avec beaucoup d’ardeur et de conscience, s’applique, lors de son retour à Paris, à la peinture à l’huile et y fait de notables progrès.
En 1776, Le Barbier est chargé par le Gouvernement d’aller dessiner les vues et les sites de la Suisse pour le Tableau de la Suisse ou voyage pittoresque fait dans les treize cantons du Corps Helvétique (Paris, 1780-1786) de Zurlauben. Dans ce pays, il se lie intimement, avec le poète et peintre suisse Salomon Gessner et revient en France, où un amateur des beaux-arts, de Merval, le nomme conservateur de sa riche collection de tableaux. En 1778, il est reçu membre de l’Académie des beaux-arts et agréé peintre d’histoire le 29 juillet 1780. Son tableau de réception a pour sujet Jupiter endormi sur le mont Ida (1785, Beaux-Arts de Paris). Le Barbier exécute les décorations du plafond de la salle des États-Généraux, et est chargé par l’Assemblée constituante de représenter l’action héroïque du jeune officier André Désilles lors des troubles de Nancy en 1790 ; le tableau correspondant est réalisé en l'an II. Le Barbier obtient une médaille d’or au Salon de 1808. Il devient membre de l’Académie des beaux-arts, lors de sa réorganisation en 1816, de l’Académie de Rouen et de plusieurs autres sociétés savantes.
Les autres toiles les plus remarquables de cet artiste sont : Ulysse et Pénélope sortant de Sparte pour retourner à Ithaque ; l’Apothéose de saint Louis ; Sully aux pieds d’Henri IV ; Aristomène ; un Christ ; Le Siège de la ville de Nancy ; La Ville de Beauvais assiégée et défendue par Jeanne Hachette ; Portrait de Henry Dubois (soldat aux gardes françaises qui entra le premier dans la Bastille lors de la prise de cette forteresse) ; Général Francisco de Miranda (1795) ; Le Premier Homme et la première femme (1801) ; Hélène et Pâris (1801) ; Une Lacédémonienne donnant un bouclier à son fils (1806) ; Une Vierge (1806) ; L’Amour sur un arbre lançant ses traits (1806) ; Antigone, ou la piété fraternelle (1808) ; Agrippine quittant le camp de Germanicus (1808) ; La Chasse aux papillons (1810) ; Saint Louis recevant l’oriflamme des mains d’Eudes avant de partir pour la première croisade (1812) ; Henri IV et la marquise de Verneuil (1814) ; Sujet tiré de la VIe églogue de Virgile (1814) ; Médias assassinant sa belle-mère Mania, satrape de l’Éolide ; Le Thébain Phyllidas tuant Léontide qui avait livré la Cadmée à Phébidas (1817) ; Exercices des Lacédémoniens sur les bords de l’Eurotas (1817) ; Les Adieux d’Abradate et de Panthée (1817) ; Panthée expirant sur le sein de son mari (1817).
Il dessine des vignettes pour la Jérusalem délivrée, pour les éditions d’Ovide, de Racine, de Jean-Jacques Rousseau et de Delille (L'imagination, poème en VIII chants, 1806, vignettes gravées par Philippe Trière). Le musée des beaux-arts de Rouen conserve deux dessins originaux de Le Barbier, l’un ayant pour sujet Clélie s’échappant du camp de Porsenna, l’autre un Chevrier.
Son frère puîné Jean-Louis Le Barbier (1743-1805) est également peintre, ainsi que deux de ses filles, Henriette Le Barbier (1766-1850) et Élise Bruyère (1776-1842), spécialisée dans les portraits et les compositions florales.
Il est élu à l’Académie des Beaux-Arts le 21 mars 1816, au fauteuil numéro X, de Jacques-Louis David, où Horace Vernet et Zao Wu-Ki leur succéderont notamment.
Jean-Jacques Le Barbier meurt le 7 mai 1826 et est inhumé à Paris au cimetière du Père-Lachaise (41e division) le 9 mai 1826. Depuis, la sépulture a disparu.

## Œuvres

### Collections publiques
États-Unis

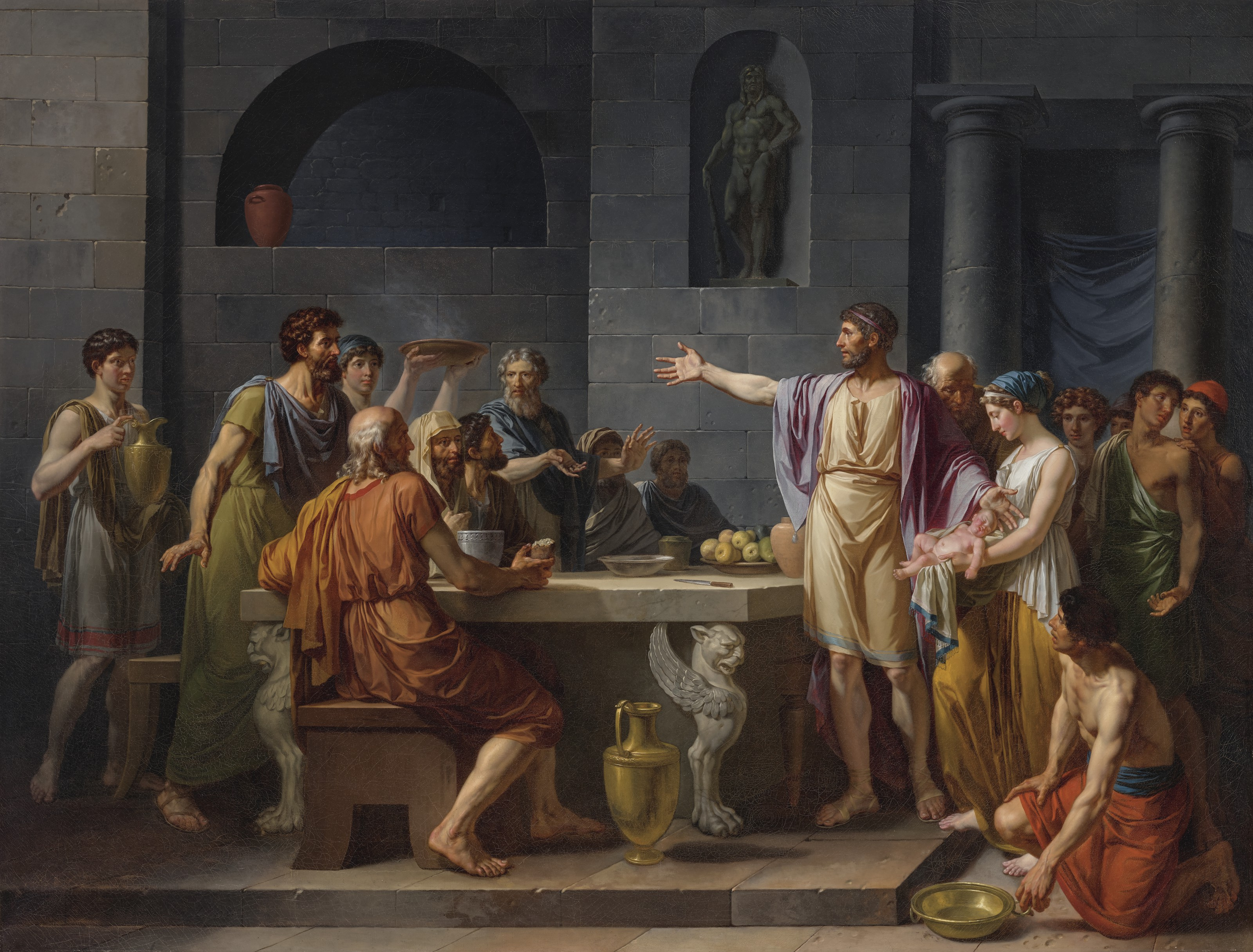
La Magnanimité de Lycurgue, 1791 (Boston, Museum of Fine Arts)

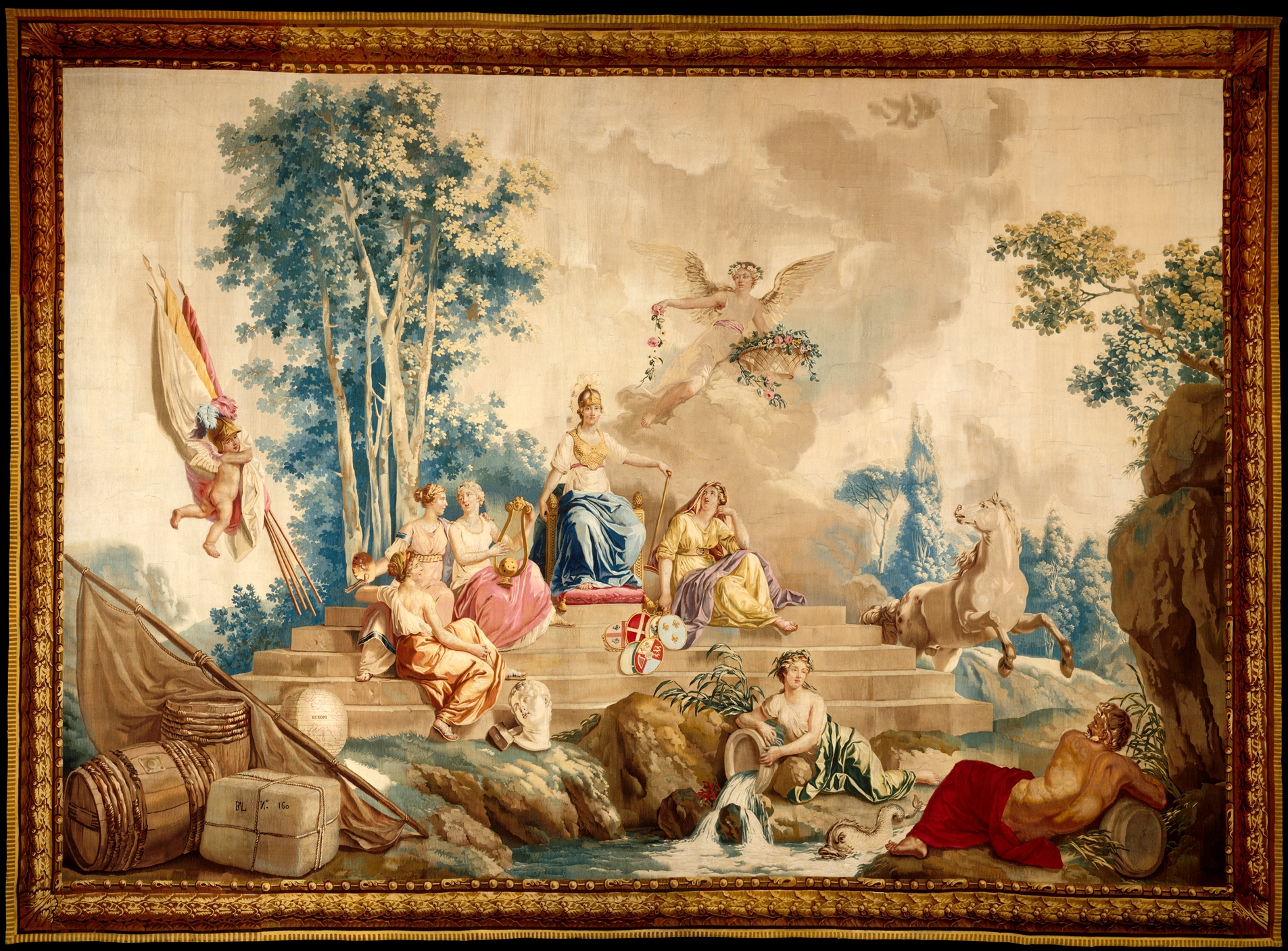
L'Europe (vers 1790–1791), tapisserie de la manufacture de Beauvais, suite des Cinq continents, d'après un dessin de Barbier, New York, Metropolitan Museum of Art.

- Boston, Museum of Fine Arts : La Magnanimité de Lycurgue (Salon de 1791)[7]

Suède
- Stockholm, Nationalmuseum : Le Triomphe de Flore (ca 1776)[7]

France
- Dijon, musée Magnin : Étude de femme en fureur[8].
- Marseille, musée Cantini :
  - Le Vieux Mari ;
  - Les Amants surpris.
- Paris :
  - École nationale supérieure des beaux-arts : Jupiter endormi sur le mont Ida, 1785.
  - musée Carnavalet : Déclaration des droits de l'homme et du citoyen, vers 1789.
  - musée du Louvre : Courage des femmes de Sparte se défendant contre les Messéniens, 1787[9].
- Pau, musée des Beaux-Arts : Henri IV et Sully à Fontainebleau.
- Rouen, musée des Beaux-Arts :
  - La Grotte d’Égérie ;
  - Martyre de saint Sébastien ;
  - Scène d’Amérique du Nord ;
  - Un Canadien et sa femme pleurant sur le tombeau de leur enfant[10], tableau interprété en gravure par François Robert Ingouf[11].
- Toul, musée d'Art et d'Histoire :
  - L'Apothéose de Rameau ;
  - L'Apothéose de Lulli.
- Toulon, musée d'Art : Portrait de Madame Rolland.
- Vernon, musée Alphonse-Georges-Poulain : Portrait de Jean-Baptiste Lemoyne de Belle-Isle, 1786.
- Vizille, musée de la Révolution française : Le Courage héroïque du jeune Désilles, le 31 août 1790, à l'affaire de Nancy, 1794.

Œuvres de Jean-Jacques-François Le Barbier
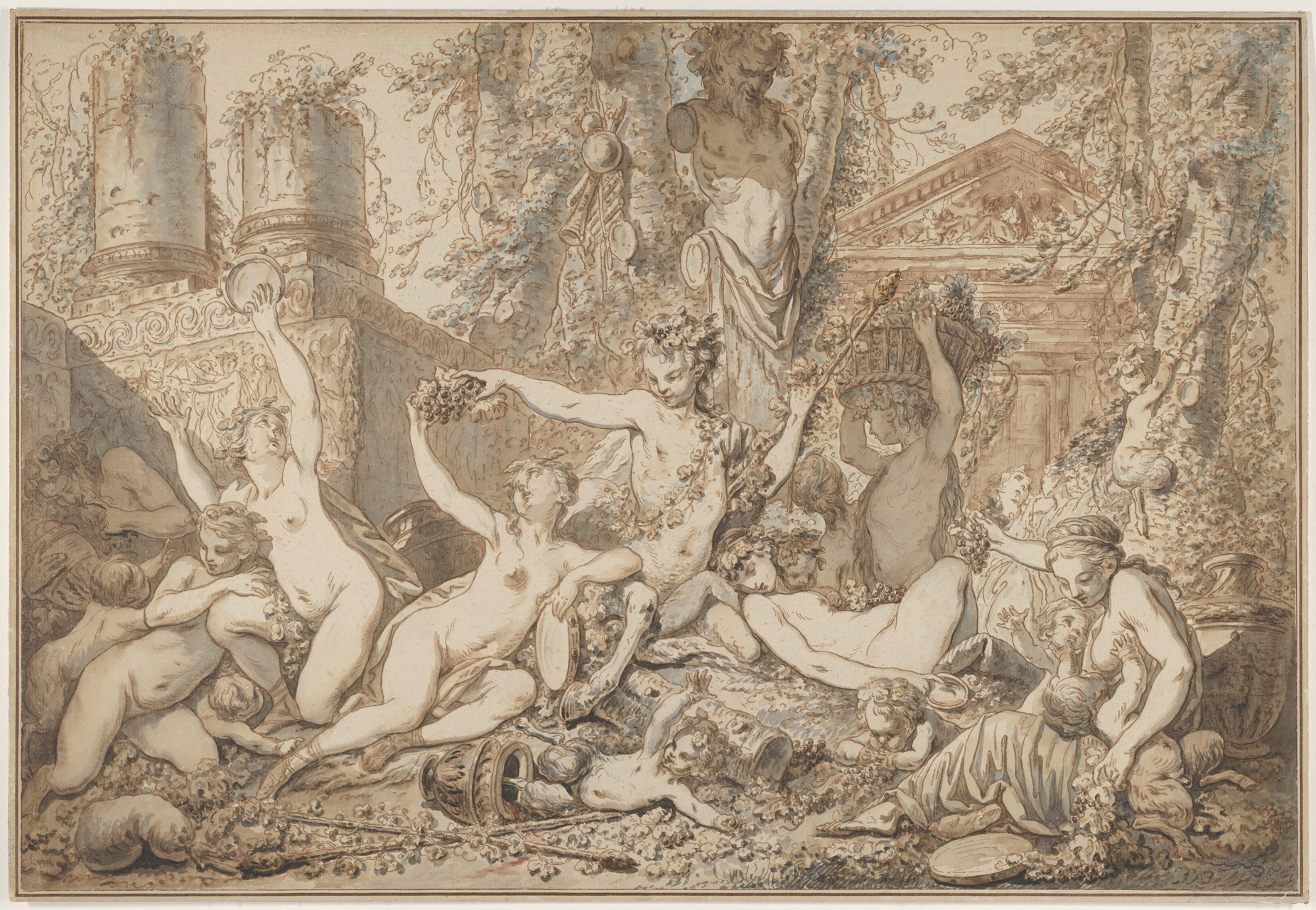
Bacchanale (1765-1766), New York, Metropolitan Museum of Art.
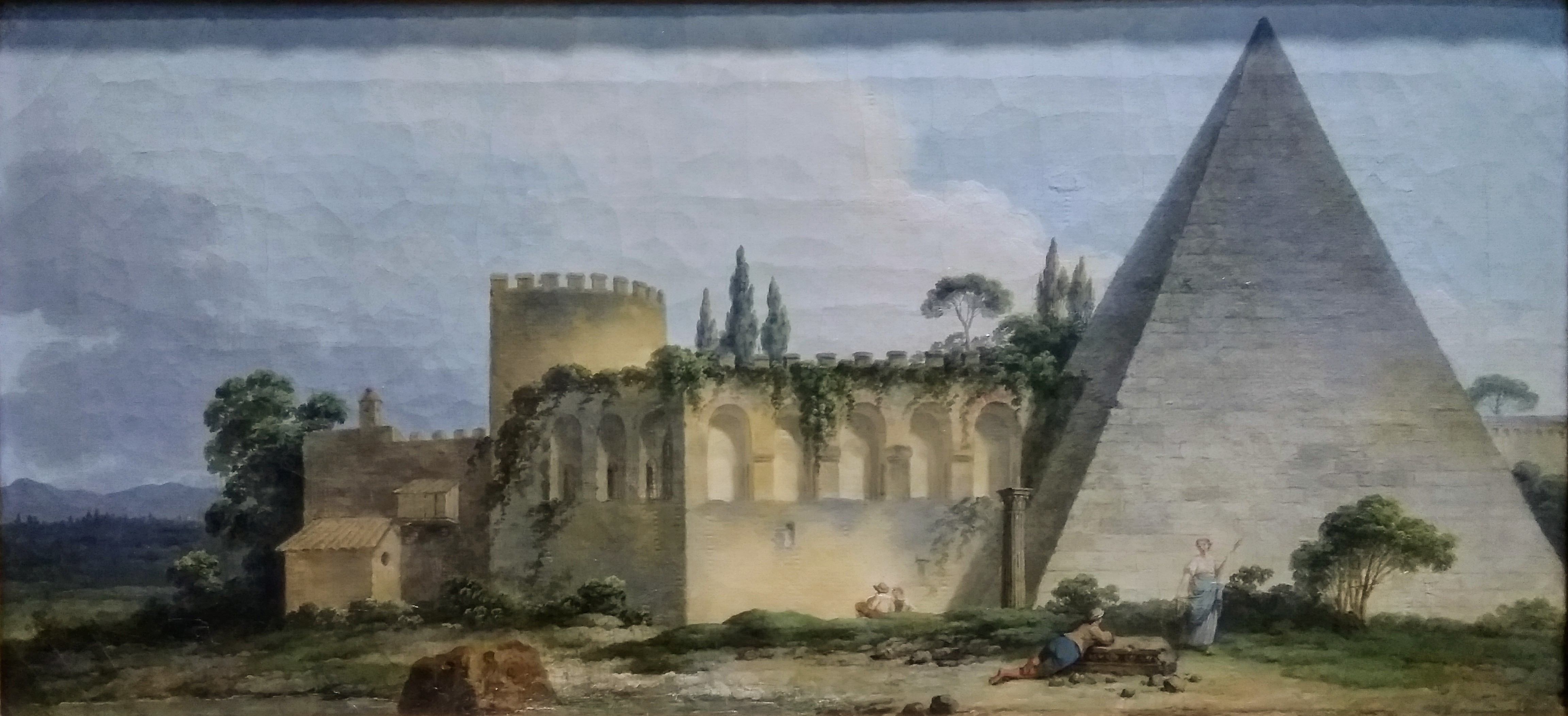
La Pyramide de Sextius à Rome (1774), musée des Beaux-Arts d'Angers.
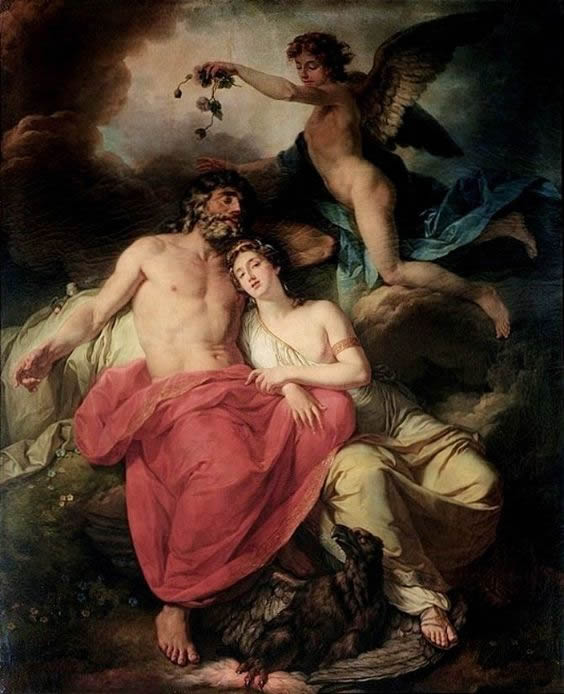
Jupiter endormi sur le mont Ida (1785), Beaux-Arts de Paris.
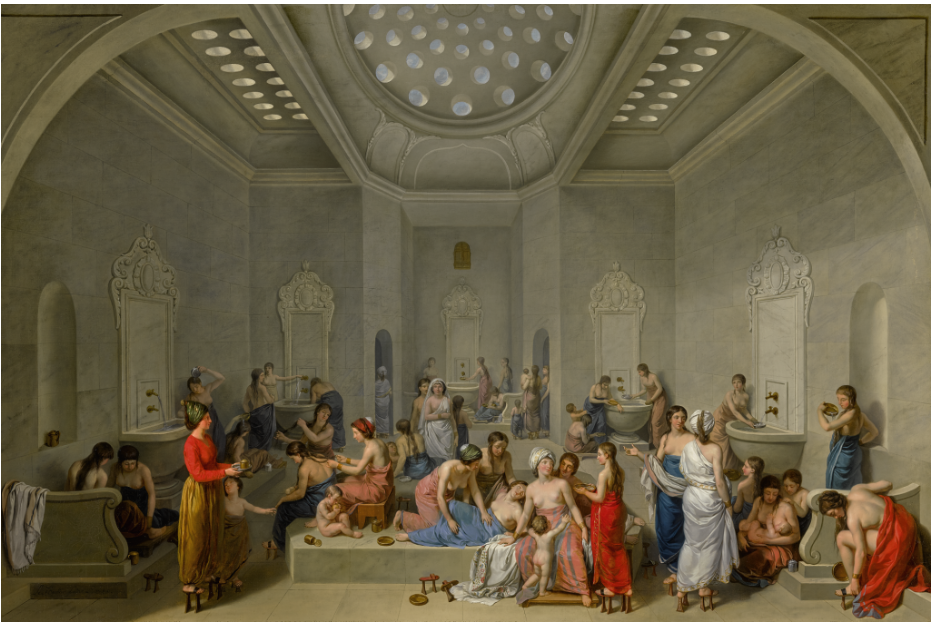
Bain turc (1785), localisation inconnue.
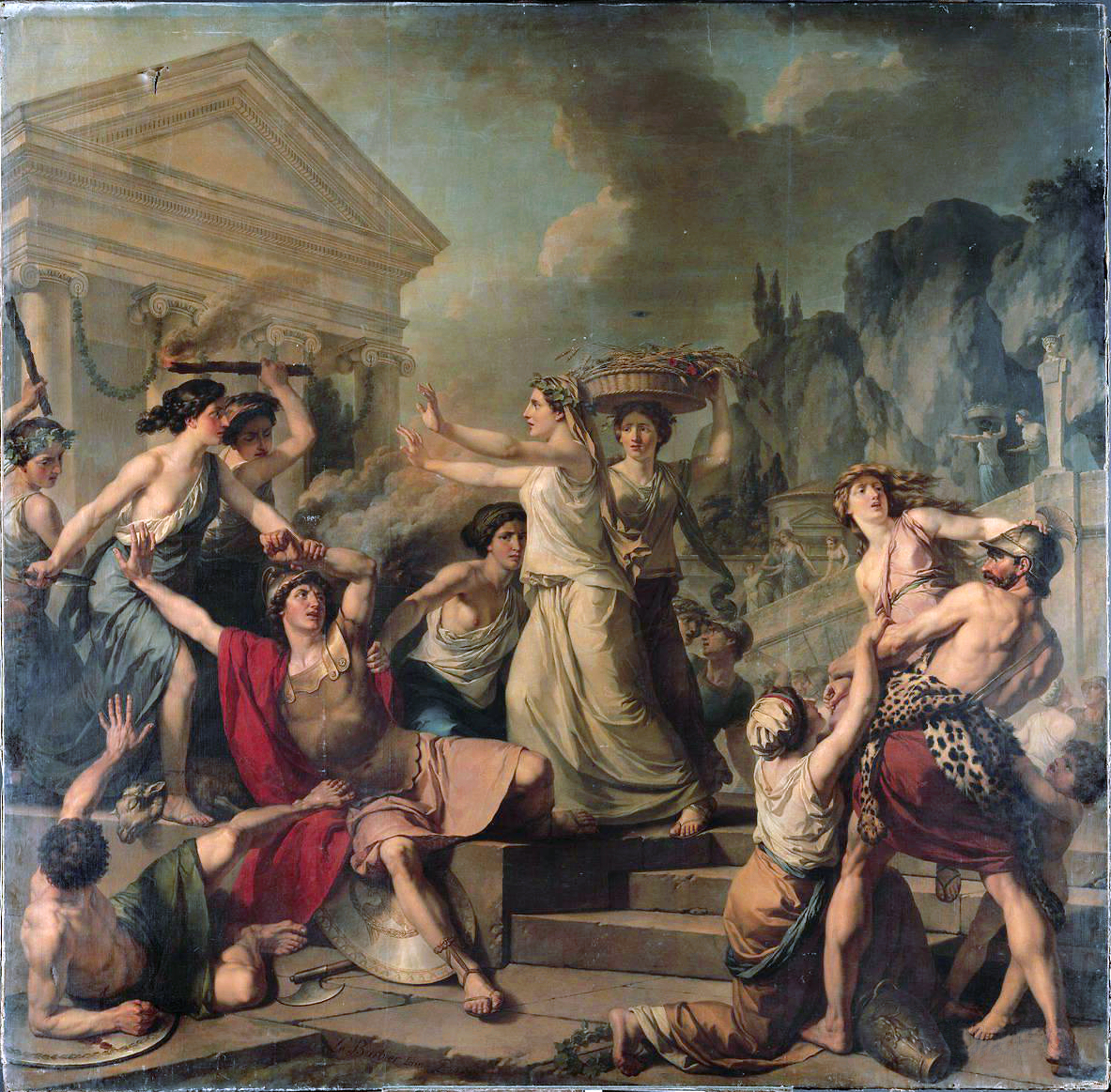
Courage des femmes de Sparte se défendant contre les Messéniens (1787), Paris, musée du Louvre.
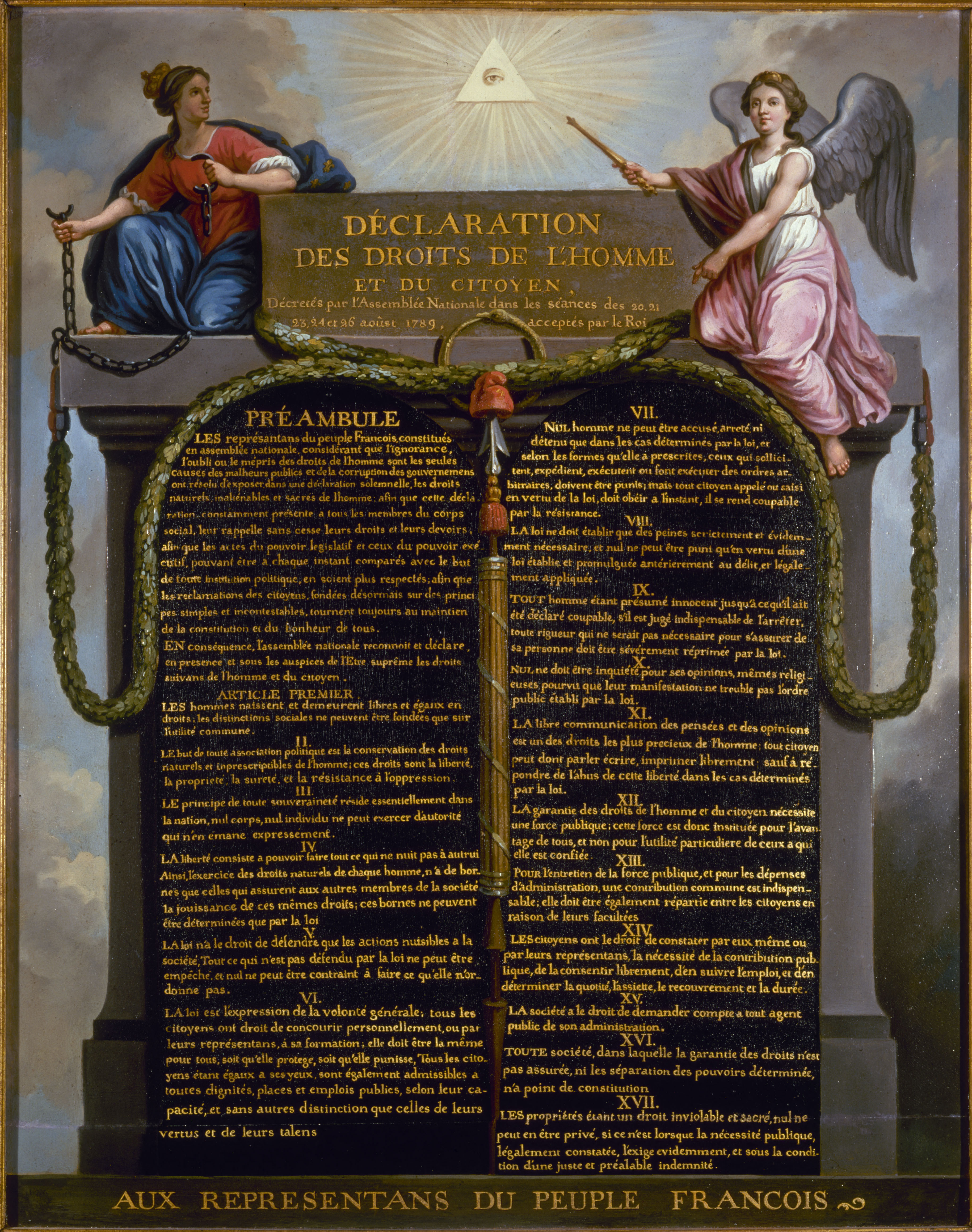
Déclaration des droits de l'homme et du citoyen (vers 1789), Paris, musée Carnavalet.
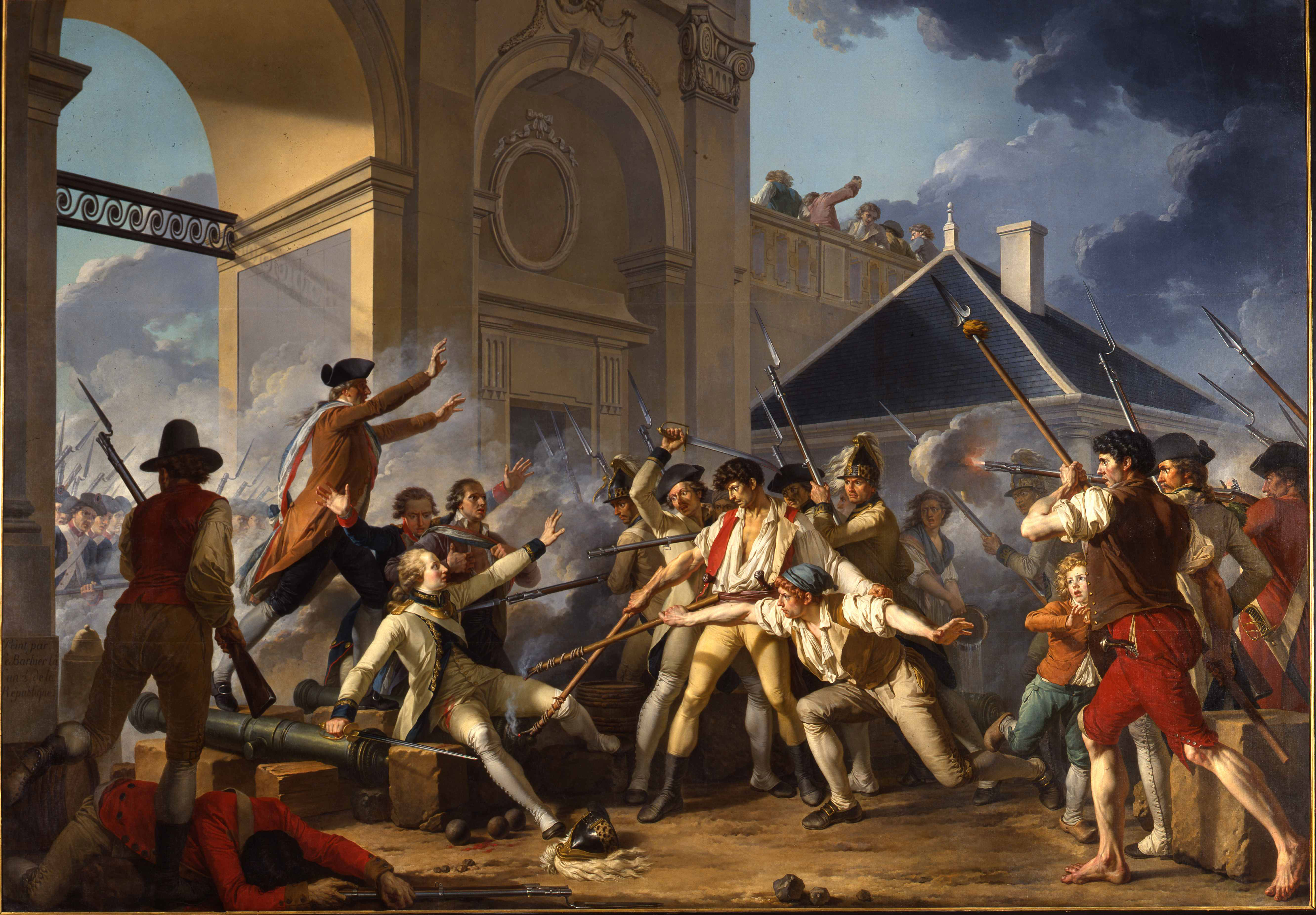
Le Courage héroïque du jeune Désilles, le 31 août 1790, à l'affaire de Nancy (1794), Vizille, musée de la Révolution française.
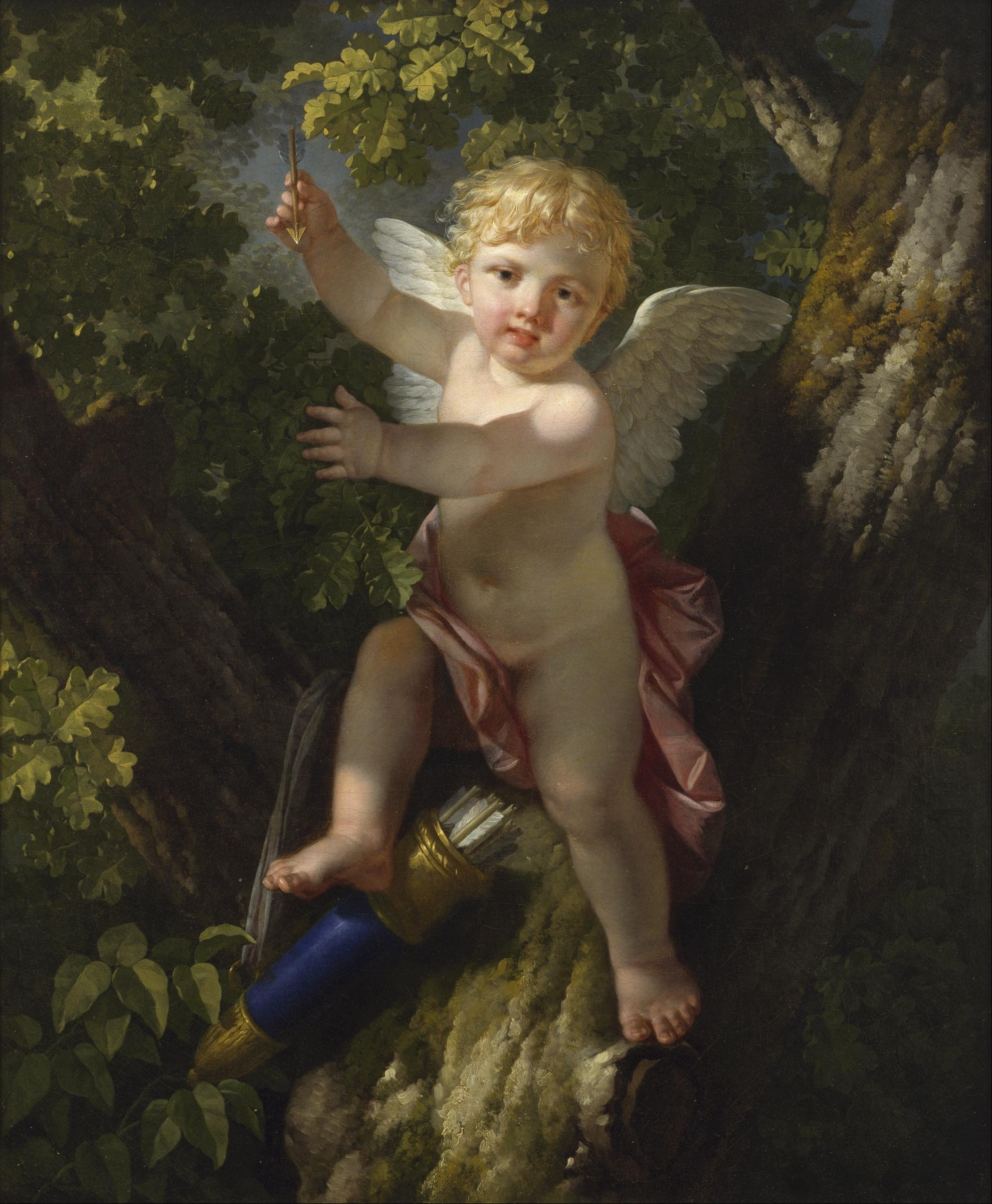
Cupidon dans un arbre (entre 1795 et 1805), musée des Beaux-Arts de Houston.
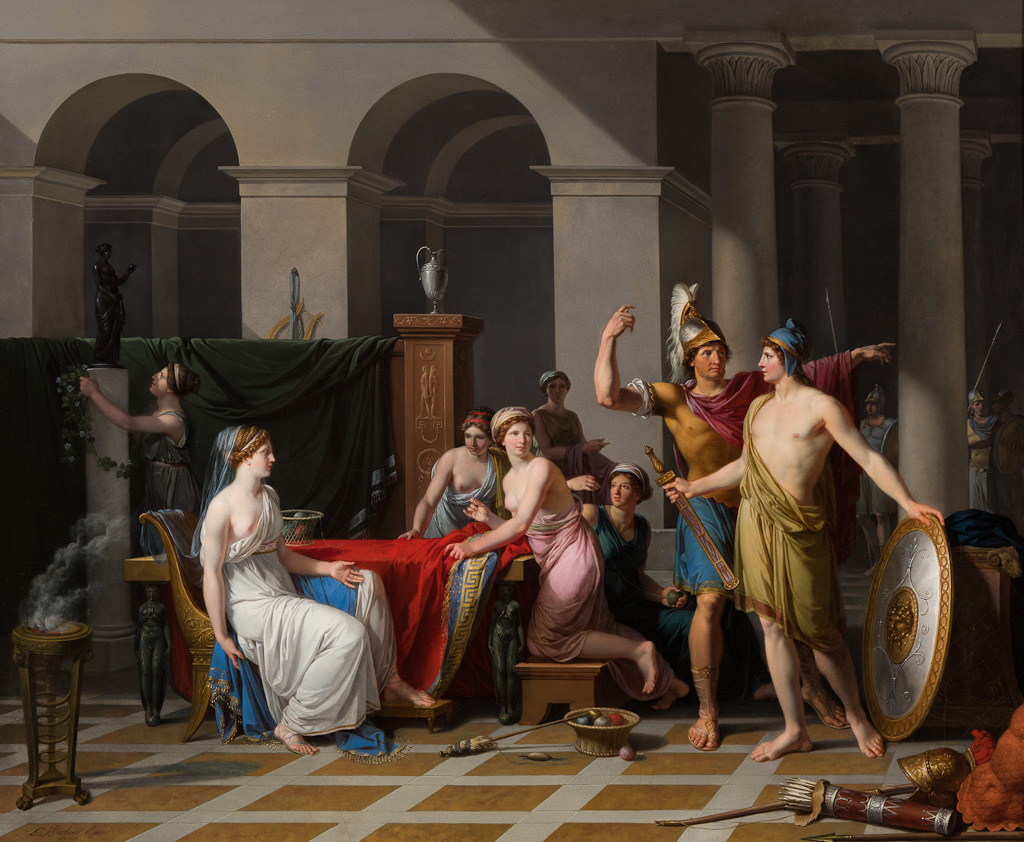
Hélène et Pâris (1799), Louisville, Speed Art Museum.
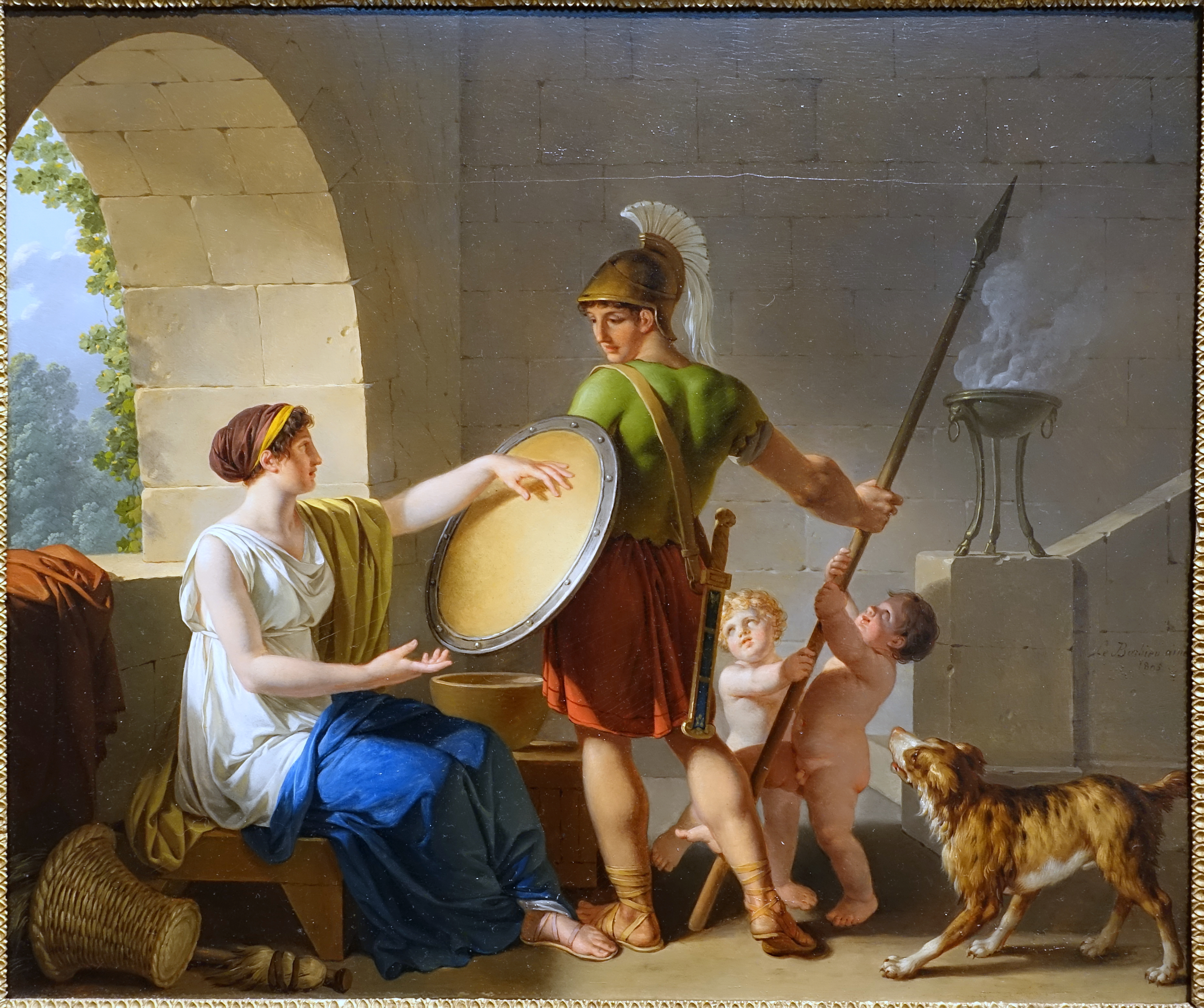
Une Spartiate donnant un bouclier à son fils (1805), Portland Art Museum.

### Interprétation en gravure
- Couronnement de Jean de La Fontaine par Esope aux Champs Élysées, gravure commencée par Charles-François-Adrien Macret en 1782, terminée, à la mort de celui-ci, l’année suivante, par Heinrich Guttenberg en 1785.

### Publications
- Des Causes physiques et morales qui ont influé sur les progrès de la peinture et de la sculpture chez les Grecs, Paris, 1801, in-8°.
- Principes de dessin, dessinés d’après nature, Paris, 1801, six cahiers in-fol.
- Principes élémentaires du dessin, à l’usage des jeunes gens, 1801, Paris, in-fol.